# Morpho zephyritis
Espèce
Morpho zephyritis est une espèce d'insectes lépidoptères (papillons) qui appartient à la famille des nymphalidés, sous-famille des Morphinae, à la tribu des Morphini et au genre Morpho.

## Dénomination
Morpho zephyritis a été décrit par Arthur Butler en 1873.

### Nom vernaculaire
Morpho zephyritis se nomme Zephyritis Morpho en anglais.

## Description
Morpho zephyritis est un grand papillon dont la couleur marron est en totalité suffusée et irisée de bleu laissant le bord costal et l'apex marron ou plus.
Le revers est rayé de beige et marron orangé et orné d'ocelles en ligne, deux aux ailes antérieures et trois aux ailes postérieures.

## Écologie et distribution
Morpho zephyritis est présent en Bolivie, au Pérou et au Brésil,.

### Protection
Pas de statut de protection particulier